# Friedrich-Engels-Allee (Quartier)
Das Wuppertaler Wohnquartier Friedrich-Engels-Allee ist eines von zehn Quartieren des Stadtbezirks Barmen. Namensgebend für das Wohnquartier ist die Straße Friedrich-Engels-Allee.

## Geographie
Das 1,06 km² große Wohnquartier in Unterbarmen umfasst die gesamte Straße Friedrich-Engels-Allee und zahlreiche Nebenstraßen. Im Osten grenzt es an das Wohnquartier Barmen-Mitte, als Grenzlinie gelten hier die Straßen Steinweg und Fischertal. Im Südosten liegt das Quartier Kothen und im Südwesten das Quartier Hesselnberg, die Trasse der Bahnstrecke Elberfeld–Dortmund stellt hier die Quartiersgrenze dar. Im Westen grenzt das Quartier Friedrich-Engels-Allee an das Elberfelder Wohnquartier Elberfeld-Mitte. Im Nordwesten liegt das Quartier Loh, am Fuße des Hardtberges ist die Straße Hardtufer und die Hünefeldstraße die Quartiersgrenze. Ab der Völklinger Straße bis zur Loher Straße stellt der Lauf der Wupper die Wohnquartiersgrenze. Im Nordosten grenzt die Straße Hohenstein das Gebiet vom Wohnquartier Rott ab.